# Портфельные инвестиции
Портфе́льные инвести́ции — инвестиции в ценные бумаги, формируемые в виде портфеля ценных бумаг. Портфельные инвестиции представляют собой пассивное владение ценными бумагами, например акциями компаний, облигациями и пр., и не предусматривают со стороны инвестора участия в оперативном управлении предприятием, выпустившим ценные бумаги.

## Определение
По определению БРЭ портфельные инвестиции — это финансовые инвестиции, долгосрочные вложения в операции с ценными бумагами (акции, облигации и т. п.).
Инвестиционный портфель — это набор портфельных активов (видов, типов и форм инвестиций); процесс стратегического управления капиталом как оптимизированной, единой системой инвестиционных ценностей (реальных, финансовых и интеллектуальных).